# Бирдюкины-Зайцовы
Бирдюкины-Зайцовы (Бирдюкины-Зайцевы, Зайцовы-Бирдюкины) — русский дворянский род. Род внесён в Бархатную книгу.

## Происхождение и история рода
Родоначальник — Семен Дмитриевич Зайцев-Добрынский по прозвищу Бирдюка, сын Дмитрия (Зайца) Константиновича и внук боярина Константина Ивановича Добрынского, происходившего от касожского князя Редеди и служившего при князе Дмитрии Донском.
Первые документальные упоминания фамилии относятся к самому началу XV века — Василий Федорович Ярец Бирдюкин-Зайцев, 1405 г.
Внук Дмитрия Зайца, Петр Иванович, был думным дворянином при Иване Грозном. В XVII веке представители рода владели поместьями в Московском уезде, служили по московскому списку и были патриаршими стольниками. Сын боярский Тимофей Бирдюкин-Зайцев упоминается в 1610 году как сторонник Лжедмитрия II. Братья Иван Иванович и Киприан Иванович Бирдюкины-Зайцовы в 1646—1684 годах владели вотчиной в Ярославской провинции, принимали участие в восстановлении Георгиевской церкви в Ивантеевке. Но не завершили строительство и не освятили храм по новым церковным правилам, а владение перешло к боярскому роду Шереметевых.
При подаче документов 23 мая 1686 года была предоставлена родословная роспись Бирдюкиных-Зайцевых.
В более позднее время упоминаний о фамилии не встречается. Существует гипотеза, что из-за реформы патриарха Никона и раскола Русской церкви, Бирдюкины-Зайцовы потеряли дворянский статус и род разделился на две ветви — Бердюкиных и Зайцевых. Пример подобной потери статуса из-за раскола — князья Мышецкие.

## Известные представители
- Бирдюкин-Зайцев Аким Иванович — московский дворянин в 1627—1629 г.
- Бирдюкин-Зайцев Иван Иванович — стольник патриарха Филарета в 1629 г., московский дворянин в 1636—1658 г. (ум. в 1669).
- Бирдюкин-Зайцев Куприян Иванович — патриарший стольник в 1629 г., московский дворянин в 1636—1677 г.
- Бирдюкин-Зайцев Иван Яковлевич Большой — московский дворянин в 1658—1677 г[9].